# Bojohagur Duan Asir
Bojohagur Duan Asir (také Bojohagur, Bojohagur Duanasir nebo Bojohaghur Duanasir) je hora v pohoří Karákóram v Pákistánu vysoká 7 329 m n. m.

## Charakteristika
Bojohagur Duan Asir je západní vrchol krátkého hřebene, jehož nejvyšším vrcholem je Ultar Sar (7 388m), známý navzdory jeho výšce také jako Bojohaghur Duanasir II. Směrem na jihovýchod leží vrchol Šispare (7 611 m) a 10 km jihozápadně město Karimabad.

## Prvovýstup
Na vrchol poprvé vylezli v roce 1984 horolezci E. Kisa, M. Nagoshi a R. Okamoto, členové japonské expedice.